# Птичий короб
«Птичий короб» (англ. Bird Box) — постапокалиптический фильм ужасов режиссера Сюзанны Бир, вышедший на экраны в 2018 году. Сценарий написан Эриком Хайссерером на основе одноименной книги Джоша Малермана, изданной в 2014 году.
Мировая премьера фильма состоялась 12 ноября 2018 года на фестивале Американского института киноискусства, в США картина вышла в ограниченный прокат 14 декабря.
С 21 декабря 2018 года фильм стал доступен на платформе Netflix. 14 июля 2023 года на экраны вышел сиквел — картина «Птичий короб 2: Барселона».

## Сюжет
В постапокалиптическом мире Мэлори Хейз сообщает двум маленьким детям, что они отправятся вниз по реке на вёсельной лодке. Она строго приказывает им не снимать повязки с глаз, иначе они умрут.
Пятью годами ранее беременную Мэлори навещает её сестра Джессика. В новостях сообщают о необъяснимых массовых самоубийствах, распространяющихся по Европе и Азии. После дородового обследования Мэлори становится свидетелем того, как женщина несколько раз бьётся головой об окно больницы. Другие тоже начинают вести себя суицидально, вызывая панику и хаос. После этого Мэлори спешит покинуть место происшествия вместе с Джессикой. Отъезжая от больницы, Джессика видит нечто необъяснимое, что сводит её с ума, и она намеренно разбивает свою машину. Затем она попадает под мчащийся грузовик и погибает.
Когда Мэлори убегает пешком, женщина приглашает её в дом для безопасности. Затем женщина видит сущность, прежде чем впасть в транс и сесть в горящую машину. Прохожий Том забирает Мэлори с улицы в дом, где укрываются еще шестеро человек – Дуглас, Грег, Шерил, Феликс, Чарли и Люси. Чарли говорит, что человечество было осуждено, и появление демонических сущностей является признаком конца времён. Он также упоминает, что эти духовные существа имеют разные имена в разных культурах, такие как Ака Манах, Сургат, хули-цзин и Пука. Те, кто находится в доме, закрывают все окна и завязывают себе глаза всякий раз, когда выходят на улицу. Когда прибывает новая беременная выжившая, Олимпия, Грег совершает самоубийство после того, как вызвался проверить, безопасно ли наблюдать за ними косвенно, через камеры наблюдения.
Половина группы отправляется в продуктовый магазин, в котором работал Чарли, чтобы пополнить запасы их истощающейся еды. Они едут туда на машине с закрытыми окнами, используя навигационную систему GPS. Мэлори берет трех домашних птиц вместе с их припасами. Она замечает, что присутствие существ беспокоит птиц. Позже коллега Чарли нападает на группу, пытаясь заставить их посмотреть на существ. Однако Чарли жертвует собой, чтобы спасти остальных. Они возвращаются в дом. Некоторое время спустя Феликс и Люси крадут машину и уезжают.
Олимпия впускает незнакомца по имени Гэри в дом вопреки желанию Дугласа. Гэри объясняет, что сбежал от группы выживших без повязок, которые сошли с ума, увидев сущности, и пытаются заставить других тоже смотреть на них. Дуглас пытается заставить Гэри уйти, но Шерил вырубает Дугласа, а остальные запирают его в гараже. Когда у Олимпии и Мэлори одновременно начинаются схватки, Гэри работает над рисунками существ, показывая, что он тоже их видел и сошёл с ума. Он сбивает Тома с ног и открывает дверь гаража, выставляя Дугласа напоказ сущностям. Гэри поднимается наверх и срывает жалюзи со всех окон. Олимпии не удается отвести взгляд, и, увидев существо, она выпрыгивает из окна, убивая себя. Мэлори прячется с обоими новорожденными младенцами под одеялом, в то время как Гэри заставляет Шерил посмотреть на существа, в результате чего она вонзает себе ножницы в шею. Дуглас сбегает из гаража и вслепую пытается убить Гэри из дробовика, ранив его в процессе, но Гэри убивает его ножницами. Вскоре после этого очнувшийся Том сражается с Гэри из-за пистолета. После того, как Мэлори слышит несколько выстрелов, Том подходит к ней, чтобы сказать, что все в порядке.
Пять лет спустя Том и Мэлори живут вместе с детьми, которых называют «Мальчик» и «Девочка». Они получают сообщения от выживших, информирующие их о безопасном сообществе, спрятанном в лесу, добраться до которого можно только на лодке по реке. Когда они покидают свой дом, группа выживших без повязок нападает на них. Том отвлекает нападавших, чтобы Мэлори и дети могли убежать. Он открывает глаза и видит сущности, но ему удается уничтожить всех нападавших, прежде чем покончить с собой.
Мэлори и дети с завязанными глазами плывут вниз по реке на лодке, неся птиц, которые предупреждают их о сущностях. Они сталкиваются с несколькими препятствиями, включая выжившего без повязки и речные пороги. Вскоре после того, как все трое достигают берега, их разлучают, когда Мэлори случайно скатывается с холма. Сущности обманом почти заставляют детей снять повязки с глаз. Мэлори приходит в сознание и говорит детям, что любит их и где ее найти. В конце концов они добираются до общины, бывшей школы для слепых. Мэлори выпускает птиц и, наконец, дает детям имена Том и Олимпия, признавая, что она их мать. Она также счастлива, когда видит, что ее акушер, доктор Лапхэм, является одним из выживших.

## В ролях
| Актёр              | Роль              |
| ------------------ | ----------------- |
| Сандра Буллок      | Мэлори            |
| Треванте Роудс     | Том               |
| Джон Малкович      | Дуглас            |
| Сара Полсон        | Джессика          |
| Джеки Уивер        | Шэрил             |
| Роза Салазар       | Люси              |
| Даниэль Макдональд | Олимпия           |
| Джулиан Эдвардс    | Мальчик / Том     |
| Вивьен Лира Блэр   | Девочка / Олимпия |
| Лил Релл           | Чарли             |
| Том Холландер      | Гэри              |
| Machine Gun Kelly  | Феликс            |
| Брэдли Вонг        | Грэг              |
| Пруитт Тэйлор Винс | Рик               |
| Пармииндер Награ   | доктор Лапэм      |
| Эми Гаменик        | Саманта           |
| Тейлор Хэндли      | Джейсон           |
| Дэвид Дастмалчян   | мародёр           |

## Производство
Права на экранизацию были приобретены Universal Studios в 2013 году, до выхода книги. На роль режиссера претендовал Андрес Мускетти, снявший «Мама» и «Оно». Однако в 2017 году права на экранизацию купил стриминг-сервис Netflix и режиссёром стала Сюзанна Бир.
Съемки фильма начались в октябре 2017 года. 25 октября 2018 года на сервисе Netflix был опубликован трейлер фильма. В мировой прокат фильм вышел 21 декабря 2018 года.

## Критика
В январе 2019 года журналисты обнаружили в фильме кадры реальной катастрофы. Оказалось, что Netflix использовал изображения крушения поезда с нефтью в Лак-Мегантик (Квебек). Сначала в Netflix утверждали, что не могут вносить изменения в уже отснятые фильмы, но затем извинились перед жителями Лак-Мегантика и пообещали заменить кадры в течение нескольких недель.
Согласно опубликованным в октябре 2019 года данным, «Птичий короб» стал самым просматриваемым среди всех фильмов и сериалов Netflix. С результатом в 80 млн зрителей картина обошла фильм «Загадочное убийство» (73 млн зрителей) и телесериал «Очень странные дела» (64 млн). В топ-10 за октябрь 2020 года фильм сохранил за собой вторую строчку по просмотрам в 89 млн.
Фильм получил смешанные оценки кинокритиков. На сайте Rotten Tomatoes фильм имеет рейтинг 64 % на основе 159 рецензий критиков со средней оценкой 5,9 из 10. На сайте Metacritic фильм получил оценку 51 из 100 на основе 26 рецензий, что соответствует статусу «смешанные или средние отзывы».

## Сиквел
В июле 2020 года было объявлено, что сиквел фильма находится в разработке. Сиквел вышел под названием «Птичий короб 2: Барселона» 14 июля 2023 года с Марио Касасом в главной роли.